# Muzeum rakouských dějin
Muzeum rakouských dějin (alternativně česky Muzeum dějin Rakouska; německy Das Haus der Geschichte Österreich; HGÖ) je od roku 2015 plánovaný muzejní projekt, věnující se dějinám Rakouska, který by měl býti otevřen u příležitosti oslav 100. výročí ukončení první světové války (1918) a rozpadu Rakousko-Uherské konstituční monarchie (1918) dne 12. listopadu 2018 ve vídeňském Hofburgu (přesněji v jeho areálu tzv. Neuen Burgu). Jeho první ředitelkou je od 13. února 2017 historička, muzeoložka a kurátorka Monika Sommer-Sieghart.